# البنطال الخطأ
البنطال الخطأ (بالإنجليزية: The Wrong Trousers)‏ فيلم ستوب موشن قصير، صدر عام 1993، من إخراج وتأليف نيك بارك. حصل الفيلم على جائزة الأوسكار لأفضل فيلم رسوم متحركة قصير عام 1994، كما حصل على عشرة جوائز عالمية أخرى. يتمتع الفيلم بتقييم عالي على موقع قاعدة بيانات الأفلام على الإنترنت، وموقع الطماطم الفاسدة لتقييم الأفلام. الفيلم هو الثاني في سلسلة أفلام كوميدية تحكي مغامرات الكلب غروميت وصديقه والاس.

## القصة
تتمحور القصة حول غروميت، الذي يستقبل هدية في عيد ميلاده من صديقه والاس، الهدية عبارة طوق وسلسلة للتحكم في الكلب أثناء المشي، وهو ما يدل على أن العلاقة باتت مهددة. يستقبل والاس طرد من وكالة ناسا، يحتوي على بنطال آلي يحل محل والاس إذا أرد غروميت أن يتمشى خارج البيت. يستقبل والاس صديقًا جديدًا ألا وهو البطريق بجوين، فيهمل صديقه القديم غروميت، فيضطر الأخير أن يترك البيت. غير أن الأمور تتبدل بسرعة فتعود العلاقة بين غروميت ووالاس بعد أن تبين أن البطريق بيجوين استغل والاس وبنطاله لسرقة ماسة من متحف المدينة.

## الإنتاج والتوزيع
الفيلم تم إنتاجه بالتعاون مع آردمان أنيمشنز، وبي بي سي بريستول، وتلفزيون بي بي سي قلب الأسد. وقام بالتوزيع: هيئة الإذاعة البريطانية، بي بي سي بريستول، لومبير للترفيه المنزلي، فوكس هوم فيديو.

## وصلات خارجية
- البنطال الخطأ على موقع IMDb (الإنجليزية)
- البنطال الخطأ على موقع روتن توميتوز (الإنجليزية)
- البنطال الخطأ على موقع ألو سيني (الفرنسية)
- البنطال الخطأ على موقع Turner Classic Movies (الإنجليزية)
- البنطال الخطأ على موقع أول موفي (الإنجليزية)
- البنطال الخطأ على موقع فيلمافينيتي (الإسبانية)
- البنطال الخطأ على موقع قاعدة بيانات الفيلم (الإنجليزية)
- البنطال الخطأ على موقع ليتربوكسد (الإنجليزية)
- البنطال الخطأ على موقع كينوبويسك (الروسية)